# Угрин III Чак
Угрин (III) Чак (венг. Csák nembeli (III.) Ugrin, хорв. Ugrin Čak, серб. Угрин Чак; ? — 1311) — крупный венгерский олигарх и землевладелец начала XIV века. Бан Северина (1268, 1274—1275, 1276) конюший (1272—1273), воевода Трансильвании (1275, 1276), королевский судья (1275—1276), магистр казначейства (1277—1279, 1280, 1307—1309), бан Мачвы и Боснии (1279). Он активно участвовал в различных внутренних конфликтах в эпоху феодальной анархии, начиная с правления короля Венгрии Ласло IV. Он занимал различные должности в королевском дворе в 1270-х гг. Одновременно он основал провинцию, окружающую его центр Срем в южных частях королевства.
Вначале он поддерживал усилия короля Венгрии Андраша III, но позже отвернулся от него и стал опекуном и самым ярым сторонником молодого претендента Карла Анжуйского. После пресечения династии Арпадов в 1301 году, он был одним из крупных провинциальных магнатов, которые управляли де-факто независимо своими владениями. Карл I Анжуйский сражался за венгерский престол во время гражданской войны, опираясь на свои внутренние земли в провинции Угрина Чака. В 1311 году после смерти Угрина Чака его владения были включены в состав королевского домена.

## Семья
Угрин III Чак происходил из Уйлакской (или Илокской) линии могущественного венгерского клана Чак. Сын Поса (или Поуса), который в 1235 году служил баном Северина и главой казначейства. Венгерский специалист по генеалогии Пал Энгель неверно выделил двух дворян по имени Пос, предположив, что между ними существовали отношения отца и сына. На самом деле Поус, считавшийся доверенным лицом герцога Белы в 1220-х годах и влиятельным бароном в следующем десятилетии, был идентичен. Соответственно, дядей Угрина был известный военачальник Угрин Чак, архиепископ Калочи . Пос умер к 1240 году, когда его младшие сыновья и их двоюродный брат Чак были вовлечены в судебный процесс против церкви Святого Михаила в комитата Ваш. Во время рассмотрения дела детей представляли Димитрий Чак из угодской ветви клана и их дядя, архиепископ Угрин Чак. Документ, выданный судьёй королевским Андрашем, сыном Серафина 20 декабря 1240 года, подтверждает, что Угрин родился где-то в 1230-х годах и имел по крайней мере одного брата, имя и судьба которого неизвестна.
Несмотря на то, что Угрин Чак прожил по меньшей мере семьдесят лет, у него был только один известный сын от его гораздо более молодой неизвестной, Николае, чья карьера достигла своего пика в период раннего правления Людовика I Великого. Николае Чак скончался в 1359 или 1360 году. Уйлакская ветвь угасла вместе со внуком Угрина Ласло, который умер в 1364 году без наследников.

## Начало карьеры
После косвенного упоминания его персоны в упомянутом выше документе от 1240 года, Угрин впервые появился в современных записях в 1268 году, когда он уже служил баном Северина. В этом году он пожертвовал деревни Felsőpetény и Alsópetény в комитате Ноград своему верному стороннику Denis Zsadány. Неясно, поддерживал ли Угрин Чак короля Белу IV или его сына герцога Иштвана в их возникающем конфликте и гражданской войне в начале 1260-х гг. После победы Иштвана и раздела королевства, банат Северин был включён в состав владения кронпринца Иштвана. Однако Угрин упоминается в грамоте, что ему было даровано достоинство благодаря «доброте короля Белы». Родовые земли Угрина Чака находились над подконтрольных Беле IV и Иштвану землях. Как считает историк Петер Галамбоси, Угрин был назначен на пост бана Северина герцогом Иштваном, но позже перешёл на сторону его отца Белы, который подтвердил его на этом посту. В том же 1268 году Угрин Чак был лишён должности бана Северина.
Угрин не занимал никаких должностей во время короткого правления Иштвана V (1270—1272). Первоначально он, возможно, принадлежал к баронской группе Кесеги-Гуткеледа, которая похитила старшего сына и наследника Стефана Ласло летом 1272 года. Вскоре после этого скончался король Венгрии Иштван V. Младший Ласло был коронован и попал под влияние партии Хенриха I Кёсеги. Осенью 1272 года Угрин Чак был назначен командиром конницы и ишпаном комитата Срем. Несмотря на разрыв между кланами Кесеги и Чак (Тренчинская линия рода), в последующие месяцы Угрин сохранял свои позиции в течение года, вплоть до осени 1273 года, что отражало относительную незначительность его политического влияния в то время. Его отношения с фракцией Кесеги к тому времени ухудшились, в результате чего он потерял свои позиции, когда они снова захватили верховную власть в королевском совете. Угрин Чак присоединился к соперничающей фракции, в которой доминировали его дальние родственники, братья Мате II Чак и Петер I Чак . Вслед за битвой при Февени, в котором был убит Хенрих Кёсеги, Угрин Чак был изгнан из Северина в сентябре 1274 года. Он занимал этот пост до июня 1275 года, когда Кесеги вновь захватили власть. Новая гражданская война вспыхнула между Иоахимом Гуткеледом и Петером Чаком в последующие месяцы. Угрин Чак сделал первый шаг в возникающем конфликте, когда напал на войска Иоахима Гуткеледа близ Февени, где годом ранее произошло вышеупомянутое сражение. Однако Угрин потерпел неудачу, и следующая королевская грамота, изданная королевским советом во главе с кланом Кесеги от имени короля Ласло IV, назвала его «изменником».
До декабря 1275 года произошёл ещё один сдвиг в правительстве. Угрин Чак получил должность воеводы Трансильвании. 10 декабря он был назначен королевским судьёй. Он сохранял своё достоинство до января 1276 года, когда снова стал воеводой и служил в этом качестве в первой половине того же года. Эти высокие посты показывают, что влияние Угрина Чака постепенно возрастало внутри баронской группы, став её третьим по значимости лидером после своих родственников, братьев Мате II и Петера I Чака. Угрин был снова назначен баном Северина в 1276 году.

## Провинциальный олигарх

### Создание своего домена
Иоахим Гуткелед умер во время сражения против рода Бабоничей в апреле 1277 года. Месяц спустя генеральная ассамблея объявила короля Ласло IV совершеннолетним, который также был уполномочен восстановить внутренний мир всеми возможными средствами. Этими событиями закончилась пятилетняя хаотическая обстановка в королевстве. Угрин Чак был назначен главой казначейства около ноября 1277 года и занимал этот пост до декабря 1279 года. Кроме того, он был также ишпаном Баньи (Аркибаньи), которая находилась на территории комитата Нитра. Он был назначен баном Мачвы и Боснии в 1279 году. Летом 1279 года в королевской грамоте он был назван «бан и лорд» двух территорий. В декабре того же года его вновь называли «баном Боснии». По словам историка Петера Галамбоси, его титул отражает расширение его власти среди придворных сановников. Соответственно, когда король Ласло IV заключил соглашение с Гуткеледами и дал королевское помилование братьям Иоахима в июне 1278 года, Угрин Чаку было поручено управлять южной частью венгерского королевства, что означало значительную победу для клана Чак.
Когда Ласло IV заключил в тюрьму папского легата Филиппа Фермо в конце 1279 года, Угрин Чак потерял свой пост во время серьёзного изменения состава королевского совета. Однако впоследствии сам Ласло IV был также захвачен некоторыми магнатами. Менее чем через два месяца легат и король были освобождены, и Ласло принёс новую присягу, чтобы обеспечить соблюдение законов куманов. В соответствии с соглашением, весной 1280 года Угрин Чак вновь был назначен главой казначейства. Однако он потерял свою должность в течение нескольких месяцев. Судя по некоторым косвенным данным в современных документах, вполне вероятно, что Угрин Чак лишился влияния при королевском дворе в конце правления Ласло IV. Это включает в себя то, что мать короля, вдовствующая королева Елизавета Куманская, получила в 1279 году титулы герцогини Мачвы и Боснии, что серьёзно нарушало и угрожало местным интересам Угрина. С этим назначением Ласло IV намеревался восстановить королевскую власть над южной пограничной областью против Угрина, который всё больше доминировали в регионе со своей неофициальной властью.
Угрин Чак удалился в свою провинцию за реку Сава на ближайшие десятилетия. Он распространил своё влияние на всю территорию комитата Срем (Сырмия). Он построил свою резиденцию, замок Уйлак (хорват: Илок) в 1280-х годах. Угрин также приобрёл некоторые земли в Пожегском комитате. Он был упомянут как ишпан комитата в 1293 году . Первоначально он был верным наперсником короля Андраша III, который правил Венгрией с 1290 года, после убийства Ласло. Согласно королевской грамоте, изданной Андрашем III в июле 1298 года, Угрин и его приближённые переправились через реку Саву и разбили вторгшееся татарское войско, которое разграбило район Мачвы. Два татарских военачальника были взяты в плен и казнены, а их головы отправлены в Буду. Вполне возможно, что армия была нанята болгарскими боярами Дорманом и Куделиным для нападения на владения Стефана Драгутина, который правил соседними венгерскими банатами и Северной Сербией, в целом известной как Нижний Срем. Эти события предположительно произошли на рубеже 1291 и 1292 годов. В последний год Андрей отправил Угрина в Приморье, чтобы сопровождать свою мать Томасину Морозини в Венгрию, но он был схвачен и заключён в тюрьму некоторыми «неверными баронами». Он был освобождён из плена Радославом Бабоничем, баном Славонии, по приказу короля. Весной 1292 года клан Кесеги поднял открытое восстание против короля Андраша, признав анжу-сицилийского принца Карла Мартеля королём Венгрии. В этой ситуации территория Угрина Чака служила буферной зоной между королевскими землями и Славонией, где большинство баронов признавали сюзеренитет Карла Анжуйского. Однако король Венгрии Андраш III назначил свою мать герцогиню Славонии управлять Хорватией, Далмацией и Славонией. Благодаря её деятельности, Бабоничи, Шубичи и города Далмации признавали власть Андраша. Как и ранее королева Елизавета, Томашина также стала соперницей Угрина Чака в регионе. Угрин крепко держал под своим контролем регионы Сырмия и Валко, но герцогство Томашина помешало его западной экспансии в Пожегском комитате.

### Опекун Карла
Король Венгрии Андраш III сделал своего дядю по материнской линии, Альбертино Морозини, герцогом Славонии, в июле 1299 года, вызвав восстание дворян в Хорватии. Влиятельный хорватский барон Паул Шубич отправил своего брата Георга в Италию в начале 1300 года, чтобы убедить короля Карла II Неаполитанского отправить своего внука в Венгрию, чтобы он заявил о своих претензиях на королевский трон. Король принял это предложение, и двенадцатилетний принц-претендент Карл Анжуйский (1288—1342) прибыл в Венгрию со своим эскортом. Они высадились в Сплите в Далмации в августе 1300 года. Из Сплита Павел Шубич сопроводил его в Загреб, где Угрин Чак поклялся в верности Карлу, который также передал ему замок Пожега. Угрин Чак взял юного претендента под свою опеку. Другие источники подтверждают, что он уже принёс присягу на верность претенденту до этого. Согласно Венгерской иллюстрированной хронике, Угрин Чак был одним из тех баронов, которые просили папу римского Бонифация VIII дать Венгрии нового короля. В феврале 1300 года король Карл II Неаполитанский включил имя Угрина Чака в число тех венгерских баронов, которые убеждали его отправить внука в Венгрию. Его сторонник и опытный дипломат, Бенедикт, также посетил неаполитанский двор несколько раз в тот период. Вполне возможно, что Угрин Чак выступил против короля Венгрии Андраша уже в 1298 году, так как он не подписал королевские указы того года, которые ставили своей целью разрушение крепостей, построенных без разрешения, и предписывали наказание тех, кто захватил земельную собственность силой.
Король Венгрии Андраш III скончался 14 января 1301 года. С его смертью династия Арпадов прервалась. После смерти короля Андраша началась гражданская война между различными претендентами на трон — Карлом Анжуйским, королём Вацлавом III Богемским и герцогом Оттоном Баварским, которая продолжалась семь лет. Венгрия распалась примерно на дюжину независимых провинций, каждая из которых управлялась могущественным магнатом. Среди них, дальний родственник Угрина, Матуш III Чак доминировал в северо-западных частях Венгрии (которые в настоящее время образуют западные территории современной Словакии), Амадей Аба контролировал северо-восточные земли, Кесеги правили Приднестровье, Якаб Борса доминировал в Тисантуле, а Ладислав Кан управлял Трансильванией. Угрин Чак был фактическим правителем Верхнего Срема. В августе 1303 года он был назван ишпаном Срема, Валка, Бачского и Пожегского комитатов, таким образом. Историк Пал Энгель утверждал, что он занимал эти должности с начала XIV века до своей смерти.
Угрин Чак был самым ярым венгерским сторонником притязаний Карла Анжуйского на венгерский королевский престол в течение десяти лет до самой его смерти. Так называемая Хроника Posoniense («Хроника Pressburg»; современная Братислава, Словакия) также несколько раз подчёркивала его важность, что свидетельствует о том, что хроника была написана при дворе Уйлакской линии клана Чак. В списках баронов, которые упоминались в списках королевских хартий, изданных Карлом в первом десятилетии XIV века, имя Угрина постоянно ставилось на первое место, опережая другого оплота короля Амадея Аба. После смерти короля Андраша Угрин Чак сыграл важную роль в последующих событиях. Под его руководством Карл подчинил Секешфехервара, затем Эстергом, где он был коронован весной 1301 года. Будучи кандидатом папы Бонифация на венгерский престол, Карл всегда был непопулярен, потому что венгерские лорды боялись, что они «потеряют свою свободу, приняв короля, назначенного церковью», как говорится в освещённой хронике. Но большинство венгерских баронов поддержали короля Богемии Вацлава вместо него. После коронации Вацлава Карл Анжуйский удалился во владения Угрин Чака в южных областях королевства.
Несмотря на свой преклонный возраст, Угрин Чак участвовал в неудачной осаде Буды в сентябре 1302 года. Через своего дипломата Бенедикта он также сыграл решающую роль в заключении союза между Карлом и его кузеном, герцогом Рудольфом III Австрийским, в Прессбурге 24 августа 1304 года. Согласно хронике Posoniense, Ладислав Кан передал своего пленника, самопровозглашённого претендента Отто Баварского во второй половине 1307 года в Сегеде Угрину Чаку, который «изгнал» последнего соперника своего ставленника Карла из Венгрии. В том же году Венсан, архиепископ Калочи, отменил отлучение от церкви Петра Моносло, епископа Трансильвании, по просьбе Карла и Угрина Чака. Ранее престарелый епископ отказался выполнить приказ папы римского об отлучении Ладислава Кана и конфискации его незаконно приобретённых земель. Угрин Чак был сделан главой казначейства около сентября 1307 года и занимал эту должность до конца 1309 или начала 1310 года. Его положение на время стало самым престижным положением при королевском дворе, так как полдюжины баронов произвольно присвоили себе титул палатина, что вызвало «обесценивание» этого достоинства. Дьюла Кристо считает, что должность магистра казначейства было возведено в его высший статус из-за привилегированного положения Угрина Чака при дворе Карла. Угрин присутствовал на Сейме в Рахоше 10 октября 1307 года, что подтвердило притязания Карла на престол. Из-за своего преклонного возраста и возможного ухудшения здоровья он постепенно ушёл из общественной жизни. Он лично не присутствовал ни на синоде в Буде в ноябре 1308 года, ни на второй коронации Карла I 15 июня 1309 года. Угрин Чак был представлен своими посланниками на обоих мероприятиях. Историк Иван Бертени утверждал, что Угрин Чак функционировал в качестве королевского судьи с 1304 по 1311 год, однако большинство историков не принимают его теорию и считают, что должность королевского судьи находилась в состоянии вакансии в течение десятилетия, пока третья коронация Карла не была выполнена в полном соответствии с обычным правом в августе 1310 года. Угрин Чак выполнял свою судебную роль исключительно в своей провинции Срем, поэтому он не занимал должности королевского судьи. Первым известным должностным лицом в Анжуйскую эпоху был второй племянник Угрина Иоанн Чак.

## Его домен
Угрин Чак господствовал в южной части Венгерского королевства, приобретя сюзеренитет над Верхним Сремом и другими территориями вдоль реки Сава. Историк Дьюла Паулер просто назвал его «могущественным лордом Сырмии» в конце XIX века. Балинт Гоман считал, что его влияние распространяется на Транс-Драву, Срем и банат Мачва. По словам Пала Энгеля и Аттилы Жолдоса, его владычество простиралось на территории от Пожеги до Темешвара (современная Тимишоара, Румыния). Ему принадлежали комитаты Пожега, Валко, Бач, Срем, Торонталь, Кеве и, возможно, Темес и Крассо. Вполне вероятно, что Угрин доминировали в комитате Срем с конца 1270-х годов, поскольку с тех пор в графстве не было записей о каких-либо должностных лицах (ишпанах). Примерно в то же время Угрин Чак распространил своё влияние и на соседний комитат Валко, где он построил свой центр Уйлак (Илок). После смерти своей соперницы королевы Томасины он приобрёл для себя всё графство. Когда Альбертино Морозини покинул Венгрию вскоре после смерти Андраша III, Угрин выступил маршем на комитат Пожега и захватил это владение. Угрин также распространил своё влияние на округ Бач в эпоху междуцарствия. С этой экспансией его владычество распространилось на другой берег Дуная. Его биограф Петер Галамбоси сомневался в теории Энгеля о том, что графства к востоку от Срема (Кеве, Красо и Темез) принадлежат к владениям Угрина Чака.
Из-за его стойкой преданности Карлу некоторые историки не причисляли его к числу магнатов. Молодой претендент находился под защитой Угрина Чака. Он жил в аббатстве Белакут (недалеко от современного Петроварадина, Сербия), которое находилось по соседству с Уйлаком, резиденцией Угрина. В своём владении Карл осуществлял судебную власть, жертвовал земли и обычаи, предоставлял льготы по освобождению от налогов и судебную свободу, в то время как имущество тех, кто умер без наследника, возвращалось короне. Карл даровал земли и привилегии на территории Угрина Чака даже после того, как в 1307 году, когда его войска захватили город, он уехал из провинции в Буду. Поэтому Аттила Жолдос проводит различие между «магнатами» и «провинциальными баронами» относительно роли царской власти в провинциальном управлении. В то время как, соответственно, Угрин считался «только» провинциальным бароном, другие верные сторонники Карла, Амадей Аба или Стефан Акос, которые осуществляли суверенные права в своих владениях, но оставались лояльными королю, считались «лояльными магнатами».
Сторонники Угрина Чака поступили на службу к королю Карлу, сохранив при этом верность и верность своему господину, что отражает разделение власти между монархом и Угрином Чаком в его провинции. Среди них был и Дениш Зядань, давний слуга Угрина. Он присутствовал, когда король восстановил привилегии и права Будайской церкви в сентябре 1308 года. Он присутствовал на второй коронации Карла в качестве посла Угрина в июне 1309 года. Его опытный дипломат Бенедикт также представлял его на этом мероприятии. По пути домой он был захвачен сторонниками Хенриха II Кёсеги. Его дальнейшая судьба неизвестна. Известный военачальник, Павел Гарай, первоначально также принадлежал ко двору Угрина, он служил кастеляном замка Пожега, когда он был пожалован прибывшему Карлу. Он участвовал в войне против Чехии осенью 1304 года. Войско Стефана Драгутина разграбило владения Угрин Чака в 1307 году, но Гарай предпринял контратаку и разгромил армию Драгутина, согласно повествованию королевской хартии, изданной 13 октября 1307 года. Записи о разрушениях, которые Стефан Драгутин и его отряды произвели в комитатах Валко и Срем, скорее всего, относятся к частым набегам Драгутина на территории Угрина Чака в 1309 и 1310 годах. Ранее, на рубеже 1304 и 1305 годов, провинция Угрина Чака также подверглась серии нападений со стороны Кёсеги; сначала они опустошили Пожегский комитат, затем Валкоский комитат (Хенрих Кёсеги издал свой устав там в январе 1305 года). Их войска прошли маршем до города Энг, который затем был освобождён Павлом Гараем. После этого его армия постепенно вытеснила захватчиков с территории Угрина Чака.
Угрин Чак скончался в конце 1311 года. Его сын Николае Чак подтвердил одно из своих прежних землевладений в Пожегском комитате 27 декабря 1317 года и отметил, что этот акт произошёл на шестой год после смерти его отца. После смерти Угрина Чака его провинция была ликвидирована и перешла под контроль королевской администрации. Хотя Николае Чак не унаследовал олигархическую власть своего отца, он смог частично сохранить отцовские владения и издал свой первый устав в Уйлаке. Следовательно, владычество Угрина Чака стало основой богатства формирующейся семьи Уйлаки, которой были дарованы земли, некогда принадлежавшие Угрину после того, как его ветвь вымерла в 1364 году.